# Estación Porangabussu
Porangabussu es la sexta estación de la Línea Sur del Metro de Fortaleza en sentido Carlitos Benevides

## Historia
La estación fue inaugurada el 28 de agosto de 2012, junto con las estaciones Benfica y Couto Fernandes pero no pasó a ser utilizada por la población hasta el 1 de octubre de 2012.

## Características
La estación tiene su acceso al lado contrario de la avenida José Bastos, en frente de su entrada fue construida una pequeña plaza con árboles y bancos. Era considerada la primera estación de superficie hasta su inauguración de la estación Padre Cicero.
- Datos: Q18376678
- Multimedia: Porangabussu (Fortaleza Metro) / Q18376678